# Carlo Lottieri
Carlo Lottieri (nacido en 6 de noviembre de 1960) es un filósofo y sociólogo italiano de pensamiento libertario y anarcocapitalista.

## Biografía
Estudió filosofía en Génova y sociología en el Institut Universitaire d'Etudes Européennes de la Universidad de Ginebra y en París, donde obtuvo un D.E.A. y un doctorado en la Universidad París-Sorbona (París IV). Su tesis fue escrita bajo la dirección de Raymond Boudon y fue sobre Idéologie et science dans la sociologie politique de Gaetano Mosca. En 1989 recibió una beca Claude Lambe del Instituto de Estudios Humanos en el Condado de Fairfax, Virginia, una beca del Consejo Europeo en 1990 y en 1991 otra de MURST, el Ministerio Italiano de Universidades, Investigación Científica y Tecnológica. 
Después de algunos años de cooperación con Václav Belohradsky, el presidente de Sociología Política en la Universidad de Trieste, en 1999 se convirtió en asistente de investigaciones de Filosofía Política en la Universidad de Siena. Enseñó sociología y economía en la ISC (Istituto Superiore di Comunicazione) de Milán entre 1997 y 1999. Ha sido miembro de la facultad de verano de los seminarios del Instituto de Estudios Económicos en Gummersbach, Alemania, Yundola, Bulgaria, Aix-en-Provence, Francia y en Lovaina, Bélgica. En 2003 fue nombrado Profesor Adjunto de Filosofía del Derecho de la Universidad de Siena. 
Ha sido director editorial de la revista Federalismo & Libertà (Milán) y con Luigi Marco Bassani y Mauro Maldonato editó una colección de libros sobre la historia de las ideas políticas (Sfere della Libertà, Ediciones Guida). Ahora es uno de los editores de una colección de libros sobre filosofía política y economía de libre mercado (Diritto, Mercato, Libertà, Ediciones IBL Libri). Ha publicado artículos en numerosas revistas: Telos, Journal of Libertarian Studies, L'Année Sociológique, y otros. 
En América editó una antología de escritos de Bruno Leoni: Law, Liberty, and Competitive Market (Derecho, la Libertad y el mercado competitivo), con un prefacio de Richard A. Epstein. Es el director del departamento de Teoría Política del Istituto Bruno Leoni, un instituto libertario con sede en Turín y es Profesor Adjunto del Ludwig von Mises Institute. En 2008 for Unión Editorial (Madrid) editó Lecciones de filosofía del derecho de Bruno Leoni (Prefacio, pp. 9-51).

## Pensamiento
Lottieri es un teórico del anarcocapitalismo. Sus principales estudios conciernen a la filosofía política del libertarismo (Murray Rothbard, Robert Nozick y Hans-Hermann Hoppe), al elitismo en la constitución del Estado y las clases políticas (Vilfredo Pareto y Gaetano Mosca), la teoría evolutista de la ley (Bruno Leoni y Friedrich von Hayek), al comunitarismo y tendencias contemporáneas del pensamiento federalista. 

## Obras
- Denaro e comunità. Relazioni di mercato e ordinamenti giuridici nella società liberale, Naples, Guida, 2000
- Il pensiero libertario contemporaneo. Tesi e controversie sulla filosofia, sul diritto e sul mercato, Macerata, Liberilibri, 2001
- (escrito con Enrico Diciotti) Rothbard e l’ordine giuridico libertario. Una discussione, Siena, DiGips – Università degli Studi di Siena, 2002
- Dove va il pensiero libertario?, editado por Riccardo Paradisi, Rome, Settimo Sigillo, 2004
- Le ragioni del diritto. Libertà individuale e ordine giuridico nel pensiero di Bruno Leoni, Treviglio – Soveria Mannelli, Facco – Rubbettino, 2006
- (escrito con Emanuele Castrucci) Lezioni di Filosofia del diritto, Rome, Aracne, 2006.
- (escrito con Piercamillo Falasca) Come il federalismo fiscale può salvare il Mezzogiorno, Soveria Mannelli, Rubbettino, 2008
- Credere nello Stato? Teologia politica e dissimulazione da Filippo il Bello a WikiLeaks, Soveria Mannelli, Rubbettino, 2011
- Books by Carlo Lottieri on sale (enlace roto disponible en Internet Archive; véase el historial, la primera versión y la última)., Librería Universitaria